# Arcadia (SILVAの曲)
「Arcadia」（アルカディア）は、SILVAの11枚目のシングル。2002年4月24日発売。

## 収録曲
1. Arcadia
  - 作詞・作曲：SILVA 編曲：CHOKKAKU、高尾直樹、SILVA

フジテレビ系ドラマ「整形美人。」挿入歌
2. Like A Madoona
  - 作詞・作曲：SILVA 編曲：野崎貴潤、SILVA、佐々木久美
3. Sombre Dimanche（暗い日曜日）
  - 作詞：Laszlo Javor 作曲：Rezso Seress 編曲：coba

ギャガ・コミュニケーションズ配給映画「暗い日曜日」テーマソング

| スタブアイコン | サブスタブ | この項目は、まだ閲覧者の調べものの参照としては役立たない、シングルに関連した書きかけの項目です。この項目を加筆・訂正などしてくださる協力者を求めています（P:音楽/PJ:楽曲）。 |